# Mandaka, Tirthahalli
Mandaka là một làng thuộc tehsil Tirthahalli, huyện Shimoga, bang Karnataka, Ấn Độ.